# Димитриос Катардзис
Димитриос Катардзис (на гръцки: Δημήτριος Καταρτζής) е гръцки юрист и просветен деец, работил през голяма част от живота си във Влашко.
Роден е около 1730 година в Цариград като Димитриос Фотиадис, но по-късно е известен с фамилното име на съпругата си, произлизаща от виден фанариотски род. От 1779 година живее във Влашко, заемайки високи постове в администрацията, като към края на живота си е велик логотет на княжеството. Повлиян от идеите на Просвещението, през целия си живот работи активно за подобряване на образованието и става автор на една от първите новогръцки граматики.
Димитриос Катардзис умира през 1807 година в Букурещ.